# Las Tinajas, Apatzingán
Las Tinajas är en ort i Mexiko.   Den ligger i kommunen Apatzingán och delstaten Michoacán de Ocampo, i den södra delen av landet, 300 km väster om huvudstaden Mexico City. Las Tinajas ligger 269 meter över havet och antalet invånare är 268.
Terrängen runt Las Tinajas är kuperad österut, men västerut är den platt. Runt Las Tinajas är det ganska tätbefolkat, med 62 invånare per kvadratkilometer. Närmaste större samhälle är Apatzingán, 5,7 km nordost om Las Tinajas. I omgivningarna runt Las Tinajas växer huvudsakligen savannskog.